# Qal'at Marqab

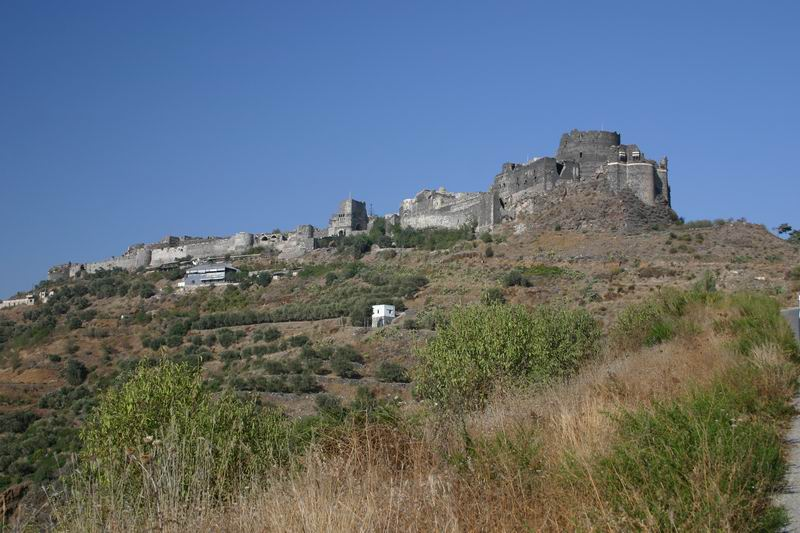
Vista panoramica

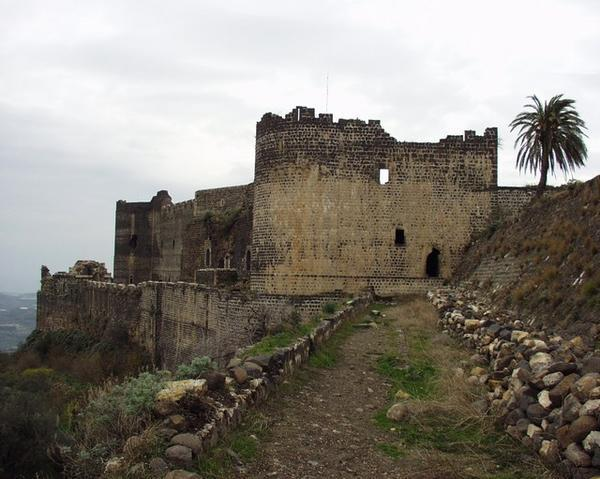
Accesso alla fortezza

Il Qalʿat Marqab (in arabo قلعة المرقب‎?, Qalʿat al-Marqab), lett. Fortezza di al-Marqab) è una delle fortezze crociate in Siria meglio conservate, insieme al Krak dei Cavalieri e alla Cittadella del Saladino, 
Situato sulla vetta di un antico vulcano, a pochi chilometri dalla cittadina di Bāniyās, in posizione tale da dominare la strada che da Tartus conduceva a Laodicea.
Per un lungo periodo ha costituito il baluardo crociato nella zona, per contrastare le scorribande degli Assassini, che avevano le loro basi a Maṣyaf e in altri castelli circostanti.

## Storia
Appartenente alla famiglia al-Muhriz, nel 1118 fu ceduta ai crociati, che iniziarono lavori di ampliamento e di ristrutturazione che la resero un baluardo pressoché inespugnabile e un presidio strategicamente fondamentale per i possedimenti crociati lungo il litorale siriano.
Sfruttando i contrasti tra i cristiani di Antiochia e di Tripoli 1133-1140, i musulmani erano riusciti a conquistare la fortezza, scarsamente protetta dal conestabile Onfroy de Toron, ma solo per alcuni mesi, grazie a Norandino e al suo generale Shirkuh (zio di Saladino), il 21 maggio 1157.
Dopo la riconquista crociata, Riccardo II di Masoler eseguì ampi lavori di ampliamento e di rafforzamento della fortezza, tanto da intaccare profondamente il proprio patrimonio. Fu per tale ragione che il figlio fu costretto a cedere la fortezza agli Ospitalieri nel 1186, cui Onfroy l'aveva già assegnata pur di fruire del loro appoggio contro le forze zengidi.

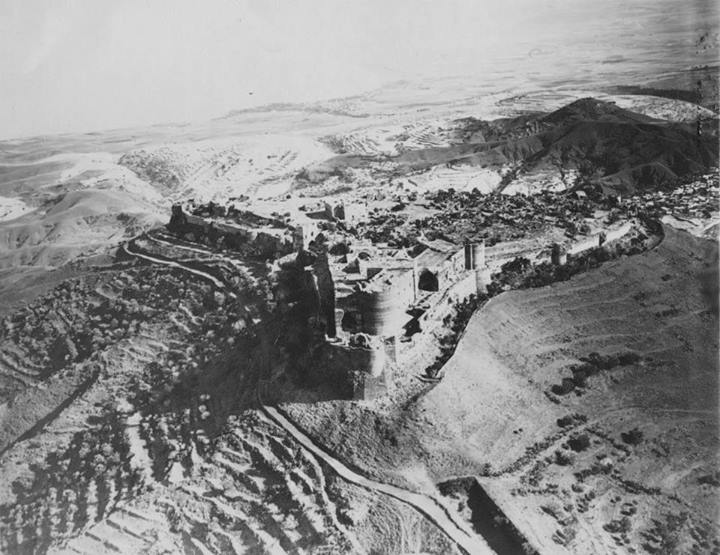
Vecchia foto del castello visto dall'alto

L'Ordine cavalleresco terminò i lavori progettati da Rinaldo poco prima della celebre battaglia di Hattin; così che Saladino non tentò neppure di porre l'assedio alla fortezza durante la sua marcia di riconquista delle città e dei castelli della Siria. 
Nel 1271 la caduta del Krak dei Cavalieri segnò anche la fine del Qalʿat Marqab; il sultano mamelucco Baybars tentò per due volte la sua conquista, successivamente il sultano mamelucco Qalawun riuscì a espugnarla grazie all'alto numero di guerrieri che era in grado di schierare. I pochi superstiti furono lasciati liberi e raggiunsero Tartus.